# 趙顯臻
趙顯臻，OLY（1994年8月20日—），香港男子賽艇運動員。

## 簡歷
趙顯臻畢業於港澳信義會小學（2007年第15屆小六）和馬錦明慈善基金馬陳端喜紀念中學（2013年中六）。他原是滑浪風帆運動員，與鄭俊樑及盧善琳等屬同期學員，曾在中二時拿過體院獎學金，但整體成績不算標青。2012年，他因為要應考中學文憑試停練；2013年，他在中學老師游說下試玩划艇，於是參加了體院的「潛能發展計劃」，由香港青年練起，及至2015年五月轉做全職運動員。
香港划艇代表隊總教練白勵認為，趙顯臻的體能極佳，在速度、耐力、速耐、心肺功能等的高強度測試皆名列前茅，而且鬥心很強，所以能在短時間內轉項。
自2016年3月起，趙顯臻開始與25歲的鄧超萌合作雙人艇，二人都屬於力量型選手。他們首次出戰澳洲公開賽，便已奪得亞軍，其後又在4月進行的資格賽造出最佳時間6分29秒76得季軍，兼奪得里約奧運會的參賽資格。

### 出戰里約奧運會
2016年8月，趙顯臻和鄧超萌代表香港出戰在巴西里約熱內盧舉行的奧林匹克運動會男子輕量級雙人雙槳比賽。他們在初賽以6分45秒05完賽，跌入復活賽；在復活賽中，他們做出7分22秒05，小組得第6名，總成績排第11名，落入準決賽D組；他們在名次賽以6分57秒95小組排名第2，以總排名第19位完成所有賽事。

### 印尼亞運會奪銀
2018年8月，趙顯臻代表香港出戰在印尼巨港舉行的亞洲運動會划船比賽。他在8月24日進行的男子輕量級單人雙槳艇決賽，憑凌勵後勁，連續超越伊朗及印度選手，以7分14秒16勇奪銀牌。

### 出戰巴黎奧運會
2024年7月，趙顯臻時隔8年再度出戰奧運，代表香港參加男子單人雙槳公開組項目，最終以第20名完成賽事，創出香港最佳成績。